# Boleiros Araguarienses Recreações e Esportes Desportivo Clube
Boleiros Araguarienses Recreações e Esportes Desportivo Clube, popularmente conhecido como BARE, é um clube de futebol com sede em Ferreira Gomes, Amapá.
A equipe foi fundada em 2010 como um time amador. Em 2013 foi vice-campeão do Campeonato Amapaense Amador, após perder de 2-0 na final contra o Mangueirão. Em 2024 disputou seu primeiro torneio profissional, o Amapazão - Série B, onde chegou até as semifinais, onde foi derrotado pelo Cristal.